# Игнатенко, Виктор Васильевич
Виктор Васильевич Игнатенко (род. 26 февраля 1959, Архара, Амурская область) — доктор юридических наук, профессор, заслуженный юрист Российской Федерации (2003), ректор Байкальского государственного университета (2020—2024), уполномоченный по правам человека в Иркутской области (2017—2020), первый заместитель губернатора Иркутской области (2015—2016).

## Биография
Виктор Васильевич Игнатенко родился 26 февраля 1959 в пос. Архара Амурской области, РСФСР, СССР.
В 1981 Виктор Васильевич окончил юридический факультет Иркутского госуниверситета по специальности правоведение.
В 1981—1986 работал преподавателем кафедры государственного права Иркутского госуниверситета.
В 1986—1989 стал аспирантом Свердловского юридического института, по окончании защитил диссертацию на соискание ученой степени кандидата юридических наук.
В 1989—1990 Игнатенко становится старшим преподавателем юридического факультета Иркутского госуниверситета.
В 1990—1991 был назначен заместителем председателя Иркутского областного Совета народных депутатов.
В 1991—1994 Виктор Васильевич работает на должности председателя Иркутского областного Совета народных депутатов.
В 1994—1996 трудился профессором юридического факультета Иркутской государственной академии.
В 1996—1997 был председателем комиссии по социально-культурному законодательству Заксобрания области.
В 1999 году защищает докторскую диссертацию по теме: Правовое качество законов об административных правонарушениях: Теоретические и прикладные проблемы.
В 1997—2008 работал председателем избирательной комиссии Иркутской области.
С февраля 2009 Игнатенко был назначен директором Иркутского областного государственного научно-исследовательского учреждения «Институт законодательства и правовой информации имени М. М. Сперанского».
С сентября 2009 стал заместителем губернатора Иркутской области.
В декабре 2010 Игнатенко был вновь избран председателем избирательной комиссии Иркутской области.
16 апреля 2014 В. В. Игнатенко был назначен первым заместителем председателя правительства Иркутской области.
С 4 октября 2015 по 4 октября 2016 был временно исполняющим обязанности первого заместителя губернатора Иркутской области.
С октября 2016 Игнатенко был научным руководителем Иркутского областного государственного научно-исследовательского учреждения «Институт законодательства и правовой информации им. М. М. Сперанского».
20 декабря 2017 постановлением Законодательного собрания Иркутской области был назначен уполномоченным по правам человека в Иркутской области. 30 июня 2020 подал в отставку.
18 июня 2020 Приказом Минобрнауки РФ В. В. Игнатенко назначен на должность исполняющего обязанности ректора Байкальского государственного университета.

## Научная деятельность
Игнатенко В. В. — специалист в области конституционного и административного права. Из-под его пера вышло более 190 научных публикаций. Виктор Васильевич является членом диссертационного совета по защите докторских диссертаций по юридическим наукам. Также он входит в состав Научно-методического совета при Центральной избирательной комиссии Российской Федерации.
В. В. Игнатенко принимал участие в работе Конституционного совещания по подготовке проекта Конституции Российской Федерации (1993). Он является главным редактором «Академического юридического журнала» и научно-практического журнала «Избирательное право», а также членом редакционной коллегии «Российского юридического журнала».
Игнатенко — член Союза журналистов России, опубликовавший 2 книги и более 100 статей научно-популярного и просветительского характера.

## Награды
За свои достижения был неоднократно награждён:
- Орден Почета
- Медаль «За заслуги перед Отечеством» II степени
- Медаль «200 лет Министерства обороны»
- Знак «За заслуги перед Иркутской областью»
- Почётная грамота генерального прокурора Российской Федерации
- Почетный знак Центральной избирательной комиссии Российской Федерации «За заслуги в организации выборов»